# 2003年の中日ドラゴンズ
2003年の中日ドラゴンズ（2003ねんのちゅうにちドラゴンズ）では、2003年の中日ドラゴンズにおける動向をまとめる。
この年の中日ドラゴンズは、山田久志監督の2年目のシーズンである。

## 概要
山田監督の2年目を優勝で飾りたいチームは四番候補の大物助っ人ケビン・ミラーを獲得。しかし、ボストン・レッドソックス側がミラーとの契約譲渡を要求。1度はミラーとの契約権は中日と認められたものの、MLBからの圧力とミラー本人がレッドソックスでのプレーを希望した事から、中日側はやむなくミラーとの契約を解除した。
開幕カードの巨人戦は2勝1敗と勝ち越すものの、開幕投手を務めたエース・川上憲伸、ローテーション投手朝倉健太の故障離脱にエディ・ギャラードの途中退団などで投手陣が崩壊。シーズン中盤以降は首位独走状態の阪神、最下位独走状態の横浜を除いた4球団とのAクラス争いとなる。シーズン終盤の9月7日には山田監督が判定への不服により審判への暴力行為で退場処分。その2日後、山田監督のシーズン途中での突然の解任が発表され佐々木恭介ヘッドコーチが監督代行となった。佐々木監督代行の下、チームは盛り返し、シーズンを2位で終えた。山﨑武司とのトレードでオリックスから移籍した平井正史が12勝を挙げカムバック賞を受賞、ミラーの代役・アレックス・オチョアも及第点の成績を上げ、この年リーグ優勝の阪神に唯一勝ち越したが、チーム本塁打数は137本でリーグ最下位と阪神の爆発力の前に霞んでしまった。外様の山田監督で失敗した経緯から、後任の監督には1993年まで中日に在籍したOBの落合博満が就任。落合新監督のもと、チームの体質改善が始まることになる。

## チーム成績

### レギュラーシーズン
|   | 開幕：3/28 | 開幕：3/28 | 5/1 | 5/1      | 6/1 | 6/1        | 7/2 | 7/2        | 8/1 | 8/1        | 9/2 | 9/2      |
| - | ---------- | ---------- | --- | -------- | --- | ---------- | --- | ---------- | --- | ---------- | --- | -------- |
| 1 | 右         | 福留孝介   | 中  | 大西崇之 | 左  | 大西崇之   | 左  | 大西崇之   | 左  | 大西崇之   | 中  | 大西崇之 |
| 2 | 遊         | 井端弘和   | 二  | 荒木雅博 | 遊  | 井端弘和   | 遊  | 井端弘和   | 二  | 荒木雅博   | 遊  | 井端弘和 |
| 3 | 三         | 立浪和義   | 右  | 福留孝介 | 右  | 福留孝介   | 右  | 福留孝介   | 一  | リナレス   | 右  | 福留孝介 |
| 4 | 中         | アレックス | 三  | 立浪和義 | 三  | 立浪和義   | 三  | 立浪和義   | 三  | 立浪和義   | 三  | 立浪和義 |
| 5 | 一         | クルーズ   | 一  | 渡辺博幸 | 中  | アレックス | 中  | アレックス | 中  | アレックス | 捕  | 谷繁元信 |
| 6 | 捕         | 谷繁元信   | 左  | 井上一樹 | 一  | クルーズ   | 一  | リナレス   | 右  | 関川浩一   | 一  | 森野将彦 |
| 7 | 左         | 井上一樹   | 遊  | 森野将彦 | 二  | 森野将彦   | 捕  | 谷繁元信   | 捕  | 柳沢裕一   | 左  | 井上一樹 |
| 8 | 二         | 荒木雅博   | 捕  | 柳沢裕一 | 捕  | 柳沢裕一   | 二  | 荒木雅博   | 遊  | 森野将彦   | 二  | 荒木雅博 |
| 9 | 投         | 川上憲伸   | 投  | 野口茂樹 | 投  | 平松一宏   | 投  | 野口茂樹   | 投  | 平井正史   | 投  | 平井正史 |

| 順位 | 4月終了時 | 4月終了時 | 5月終了時 | 5月終了時 | 6月終了時 | 6月終了時 | 7月終了時 | 7月終了時 | 8月終了時 | 8月終了時 | 最終成績 | 最終成績 |
| ---- | --------- | --------- | --------- | --------- | --------- | --------- | --------- | --------- | --------- | --------- | -------- | -------- |
| 1位  | 阪神      | --        | 阪神      | --        | 阪神      | --        | 阪神      | --        | 阪神      | --        | 阪神     | --       |
| 2位  | ヤクルト  | 2.0       | 巨人      | 8.0       | 中日      | 12.5      | 中日      | 17.5      | 巨人      | 16.0      | 中日     | 14.5     |
| 3位  | 巨人      | 2.5       | 中日      | 8.0       | 巨人      | 8.5       | ヤクルト  | 19.0      | 中日      | 17.5      | 巨人     | 15.5     |
| 4位  | 中日      | 2.5       | ヤクルト  | 9.5       | ヤクルト  | 14.0      | 巨人      | 19.5      | ヤクルト  | 18.5      | ヤクルト | 15.5     |
| 5位  | 広島      | 3.0       | 広島      | 11.5      | 広島      | 17.0      | 広島      | 22.0      | 広島      | 19.5      | 広島     | 20.0     |
| 6位  | 横浜      | 11.0      | 横浜      | 20.0      | 横浜      | 30.0      | 横浜      | 39.0      | 横浜      | 42.5      | 横浜     | 42.5     |

| 順位 | 球団               | 勝 | 敗 | 分 | 勝率 | 差   |
| 1位  | 阪神タイガース     | 87 | 51 | 2  | .630 | 優勝 |
| 2位  | 中日ドラゴンズ     | 73 | 66 | 1  | .525 | 14.5 |
| 3位  | 読売ジャイアンツ   | 71 | 66 | 3  | .518 | 15.5 |
| 3位  | ヤクルトスワローズ | 71 | 66 | 3  | .518 | 15.5 |
| 5位  | 広島東洋カープ     | 67 | 71 | 2  | .486 | 20.0 |
| 6位  | 横浜ベイスターズ   | 45 | 94 | 1  | .324 | 42.5 |

## オールスターゲーム2003
| - コーチ 山田久志 | - ファン投票 岩瀬仁紀 | - 監督推薦 落合英二 立浪和義 福留孝介 |

## 表彰選手
| - 福留孝介 最高出塁率（.401、初受賞） - 岩瀬仁紀 最優秀中継ぎ投手（31.15RP、3年ぶり3度目） | - ベストナイン 福留孝介（外野手、2年連続2度目） - ゴールデングラブ賞 立浪和義（三塁手、初受賞） 福留孝介（外野手、2年連続2度目） | - 平井正史 カムバック賞 |

## ドラフト
| 順位  | 選手名         | ポジション     | 所属               | 結果           |
| ----- | -------------- | -------------- | ------------------ | -------------- |
| 1巡目 | 中川裕貴       | 内野手         | 中京高             | 入団           |
| 2巡目 | （選択権なし） | （選択権なし） | （選択権なし）     | （選択権なし） |
| 3巡目 | 石川賢         | 投手           | 八戸大学           | 入団           |
| 4巡目 | 佐藤充         | 投手           | 日本生命           | 入団           |
| 5巡目 | 中村公治       | 外野手         | 東北福祉大学       | 入団           |
| 6巡目 | 堂上剛裕       | 内野手         | 愛知工業大学名電高 | 入団           |
| 7巡目 | 川岸強         | 投手           | トヨタ自動車       | 入団           |
| 8巡目 | 小川将俊       | 捕手           | 日本通運           | 入団           |